# 2008年夏季奥林匹克运动会布基纳法索代表团
2008年夏季奥林匹克运动会布基納法索代表团会参加2008年8月8日至24日在中国北京主办的第29届夏季奥运。他們派出兩位運動員參與兩個項目。

## 擊劍
- Julien Ouedraogo（男子個人重劍）

## 柔道
- Hanatou Ouelgo（女子48公斤級）